# Rolf Wilke
Rolf Wilke (* 19. Januar 1899 in Swinemünde; † 1. Februar 1973 in Dünsen) war ein deutscher Schriftsteller.

## Leben
Rolf Wilke wurde als Sohn eines Schuhmachermeisters geboren. Er nahm als Soldat am Ersten Weltkrieg teil. Anschließend wurde er Lehrer und später Schulleiter in der Grenzmark Posen-Westpreußen. Im Zweiten Weltkrieg wurde er wieder Soldat.
Nach dem Zweiten Weltkrieg lebte Wilke als freier Schriftsteller in Dünsen in Niedersachsen. Er war Präsident der Weggefährten und Präsident des Dünsener Dichterkreises. 1958 wurde er mit dem Erzählerpreis der Landsmannschaft Weichsel-Warthe ausgezeichnet.

## Werke (Auswahl)
- Der Notweg des Friedrich Wilhelm Bärenbrot. Die romanhafte Chronik eines bitteren Jahrzehnts. Verlag Das Viergespann, Bad Homburg vor der Höhe 1960.
- Ich schwing der Sonne meinen Hut. Gedichte. Verlag Der Heidekönig, Harpstedt-Dünsen 1961.
- Du wunderlicher Spielmann, Du ! (=Der Vier Groschen Bogen, Blätter für zeitgenössische Literatur und Graphik, Nr. 21), Laumannsche Verlagsdruckerei, Dülmen 1963.
- Mädchen, Bräute, Mütter. Martin Weichert Verlag, Hamburg 1964.